# Nokia Arena
Nokia Arena er en ishockeyarena i Tampere i Finland. Den blev indviet d. 3. december 2021.
Der afholdes et stort antal idræts- og musikarrangementer i arenaen. Den er i øjeblikket hjemmebane for Tamperes to største ishockeyhold, Tappara og Ilves.
Arenaen er blevet specialbygget til det kommende verdensmesterskab i hockey i 2022.